# Moritzplatz (metropolitana di Berlino)
Moritzplatz è una stazione della metropolitana di Berlino, sulla linea U8. È posta sotto tutela monumentale (Denkmalschutz).